# Sadateru Arikawa
Sadateru Arikawa (有川定輝; Tokyo, 20. siječnja 1930. – 11. listopada 2003. ), japanski majstor borilačkih vještina. Izravni je učenik Moriheija Ueshibe. Nositelj je 9. Dana u aikidu.

## Životopis
Sadateru Arikawa je rođen u Tokyu 1930. godine. Karate je započeo vježbati u djetinjstvu, a 1948. godine je započeo proučavati aikido u Hombu dojou. Promoviran je u 9. Dan 1994. godine.
Arikawa je bio dugo godina urednik Aikikaijevih novina. Predavao je aikido u podružnicama Hombu dojoa, uključujući one na Asahi Shimbunu, Sveučilištu Hosei, te na nekoliko drugih sveučilišta.

## Vanjske povezice
- “A Tribute to Sadateru Arikawa, 9th dan,” by Stanley Pranin